# Cobitis dalmatina
Cobitis dalmatina é uma espécie de peixe actinopterígeo da família Cobitidae.
Apenas pode ser encontrada na Croácia.
O seu habitat natural é: rios.
Esta espécie está ameaçada por perda de habitat.